# Оскар Фрауло
Оскар Луїджі Фрауло (дан. Oscar Luigi Fraulo, нар. 6 грудня 2003, Оденсе, Данія) — данський футболіст італійського походження, півзахисник німецького клубу «Боруссія» (Менхенгладбах). На умовах оренди грає в Нідерландах за «Утрехт».

## Ігрова кар'єра

### Клубна
Оскар Фрауло народився у місті Оденсе. З 13 - ти років почав займатися футболом у школі клубу «Мідтьюлланн». З 2020 року Оскар виступав за молодіжну команду клубу. У серпні 2021 року у матчі кваліфікації Ліги Європи проти нідерландського ПСВ Фрауло дебютував у першій команді.
В данській Суперлізі футболіст зіграв свій перший матч у лютому 2022 року. Це був його єдиний матч у чемпіонаті Данії. Влітку 2022 року футболіст підписав чотирирічний контракт з німецьким клубом «Боруссія» (Менхенгладбах).

### Збірна
З 2019 року Оскар Фрауло виступає за юнацькі збірні Данії різних вікових категорій.